# Paraíba
Paraíba je brazilský spolkový stát na severovýchodě Brazílie a leží na nejvýchodnější části Ameriky.

## Geografie
Paraíba hraničí se brazilskými spolkovými státy Rio Grande do Norte, Ceará a Pernambuco, leží na pobřeží Atlantského oceánu. Dvě třetiny spolkového státu leží v nadmořské výšce 300 až 900 metrů.
Klima je tropické, ve vnitrozemí jsou dlouhá období sucha, na pobřeží jsou srážky častější.

## Města

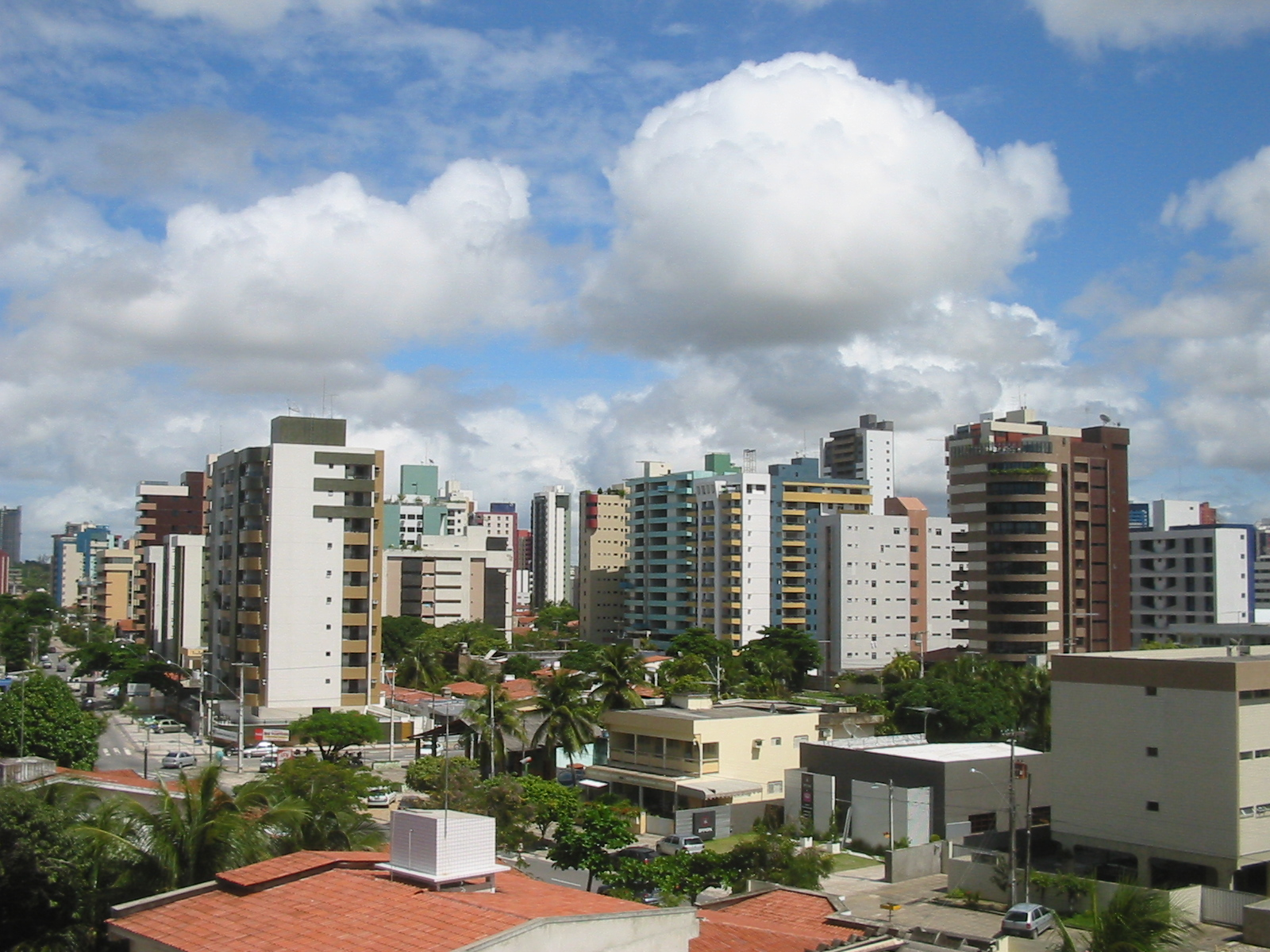
João Pessoa

Největší města spolkového státu Paraíba, počet obyvatel k 1. červenci 2004:
- João Pessoa - 649 410
- Campina Grande - 372 366
- Santa Rita - 126 839
- Patos - 97 129
- Bayeux - 92 728
- Sousa - 63 091
- Cajazeiras - 56 481
- Guarabira - 52 457
- Cabedelo - 49 902
- Sape - 47 261
- Mamanguape - 40 206
- Queimadas - 37 816
- Pombal - 32 827
- Solanea - 31 573
- Arara - 12 356